# Fusicolla betae
Fusicolla betae är en svampart som beskrevs av Bonord. 1851. Fusicolla betae ingår i släktet Fusicolla, divisionen sporsäcksvampar och riket svampar.   Inga underarter finns listade i Catalogue of Life.